# オロモウツ (小惑星)
オロモウツ (30564 Olomouc) は、小惑星帯にある小惑星である。チェコの天文学者ペトル・プラヴェツ (Petr Pravec) がオンドレヨフ天文台で発見した。
モラヴィア地方の中部に位置するチェコの都市オロモウツから名付けられた。